# Nicky Verjans
Nicky Verjans (Heerlen, 24 augustus 1987) is een Nederlands voormalig handbalspeler.

## Biografie
Nicky Verjans begon met handbal op 4-jarige leeftijd bij Blauw-Wit, dat later fuseerde tot BFC waar hij 5 keer Nederlands jeugdkampioen is geweest. In 2005 ging hij naar HSG Nordhorn dat toendertijd uitkwam in de Handball-Bundesliga. In mei 2008 weet hij met die ploeg de EHF Cup te winnen. Een een jaar later stond hij in de finale van de Cup Winnaars' Cup, die werd verloren.
Door financiële problemen bij HSG Nordhorn vertrok hij naar TuS Nettelstedt-Lübbecke en twee jaar later keerde hij terug naar Nordhorn. Verjans speelde daarnaast in het Nederlands handbalteam. Na 15 seizoenen in Duitsland gehandbald hebben, maakte Verjans bekend om te stoppen met professioneel handbal en zich meer te gaan richten op zijn maatschappelijke carrière.

## Privé
Nicky Verjans komt uit een ware handbalfamilie. Vader Peter speelde op hoog niveau handbal bij Blauw-Wit en coachte het eerste herenteam. Nicky's jongere broer Robin speelde op hoog niveau handbal bij onder andere Limburg Lions en BFC. Ook twee van Nicky's neven, Tim Mullens en Joeri Verjans, speelden op hoog niveau handbal.